# Louis-Auguste Bisson
 Louis-Auguste Bisson (* 21. April 1814 in Paris, Frankreich; † 12. Mai 1876 ebenda) war ein französischer Fotograf und Fotopionier.

## Leben und Werk

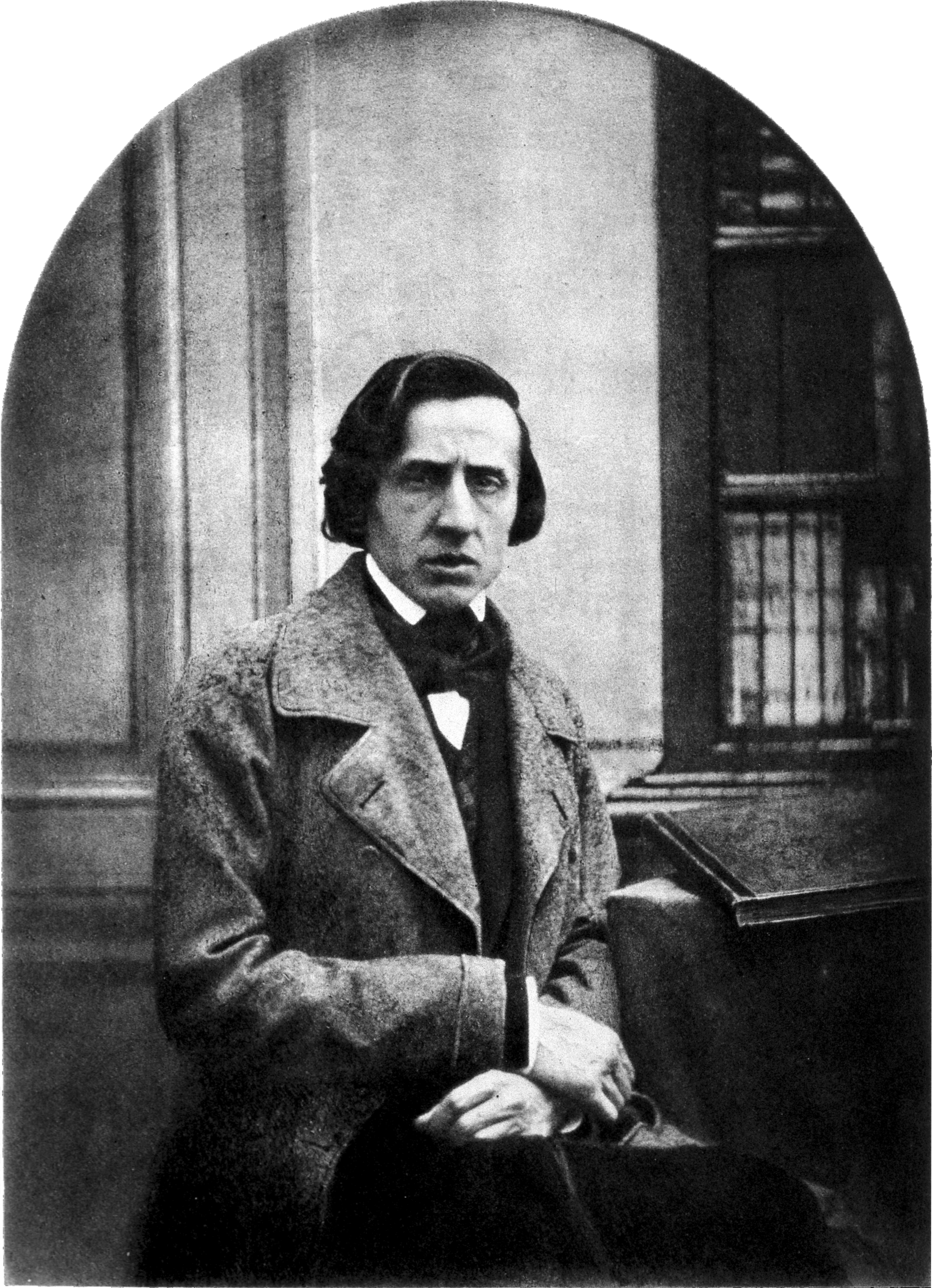
Eines der wenigen bekannten Fotos von Frédéric Chopin, aufgenommen von Louis-Auguste Bisson 1849

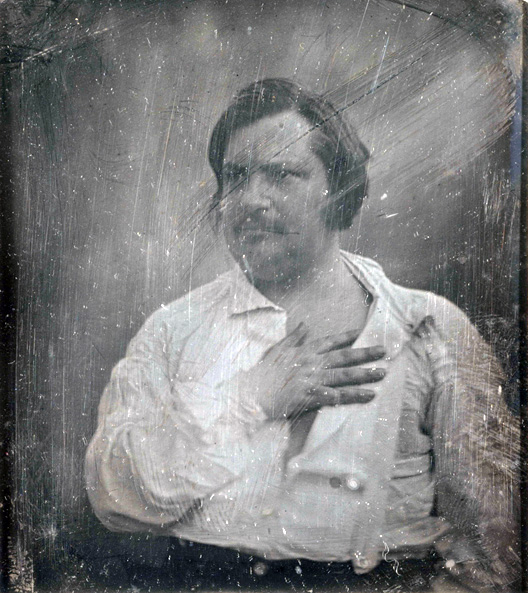
Honoré de Balzac, Daguerreotypie von Louis-Auguste Bisson, 1842

Louis-Auguste Bisson war der Sohn des Heraldik-Malers Louis-François Bisson (1795–1865) und der ältere Bruder des Fotografen Auguste-Rosalie Bisson (1826–1900).
Louis-Auguste Bisson nahm Zeichenunterricht zu Haus, studierte Architektur und arbeitete als Architekt bei der Pariser Stadtverwaltung.
Im Jahr 1841 begann Louis-François Bisson mit Daguerreotypien zu experimentieren. Bereits ein Jahr später entwickelte Louis-Auguste Bisson, nach dem er 1841 Kontakt mit Louis Daguerre aufnahm,  einen Weg, seine  Fotografien dauerhaft zu stabilisieren.
Vater und älterer Sohn eröffneten 1841 ein Foto-Studio, das bald in ganz Paris bekannt wurde. Der jüngere Bruder Auguste-Rosalie stieg bald darauf in eine Partnerschaft für das Fotoatelier mit Louis-Auguste ein und die beiden wurden als Gebrüder Bisson („Frères Bisson“) berühmt.
Im Jahr 1860 begleiteten sie Napoleon III. bei seinem Besuch in Savoyen. Die Brüder  machten bemerkenswerte Bilder von der lokalen Landschaft. Im Jahr 1861 bestiegen die beiden den Mont Blanc, zusammen mit fünfundzwanzig Trägern für ihre umfangreiche Foto-Ausrüstung.
Ihre Fotos wurden im Collodium-Prozess entwickelt, mit sehr großen Negativen, oft bis zu 30 cm × 40 cm groß.
Eines der bekanntesten Werke der Gebrüder Bisson ist eines der wenigen bekannten Fotos des Komponisten Frédéric Chopin.
Im Jahr 1977 wurden Fotoarbeiten von beiden Brüdern auf der documenta 6 in Kassel in der berühmten Abteilung Fotografie gezeigt, die den Zusammenhang zur zeitgenössischen Kunst im Kontext von „150 Jahren Fotografie“ darstellte.